# Tragó de Noguera
Tragó de Noguera va ser un poble i antic municipi de la comarca de la Noguera, dissolt el 1964.
Comprenia els pobles de Tragó de Noguera 41° 56′ 43.45″ N, 0° 36′ 33.88″ E / 41.9454028°N,0.6094111°E, Blancafort 41° 58′ 26.3″ N, 0° 38′ 43.47″ E / 41.973972°N,0.6454083°E, Canelles 41° 57′ 53.42″ N, 0° 37′ 22.52″ E / 41.9648389°N,0.6229222°E, Boix i Alberola. Tret del darrer, els altres foren abandonats, en part per la construcció en el terme dels embassaments de Canelles i de Santa Anna (que negà l'antiga capital, Tragó, 496 habitants el 1960). El 1964, la major part del terme municipal passà al d'Os de Balaguer; en quedaren a part les terres al sud del Barranc del Molí de Boix, comprenent-hi el poble de Boix, que s'integraren al municipi d'Ivars de Noguera.
Al segle xix s'explotaven les salines de Tragó (juntament amb els pobles veïns de Camporrells, el Campell i Estopanyà). Encara es conserven algunes restes del castell de Tragó i del monestir cistercenc femení de Santa Maria de Vallverd, constituït el 1172 i suprimit el 1474.
Al MNAC es conserva una talla policromada del segle xiii, el Calvari de Tragó de Noguera.
Del poble de Blancafort era Rosa Mateu Gese (1910), besàvia del jugador de futbol Leo Messi.

## Monestir de Santa Maria de Vallverd

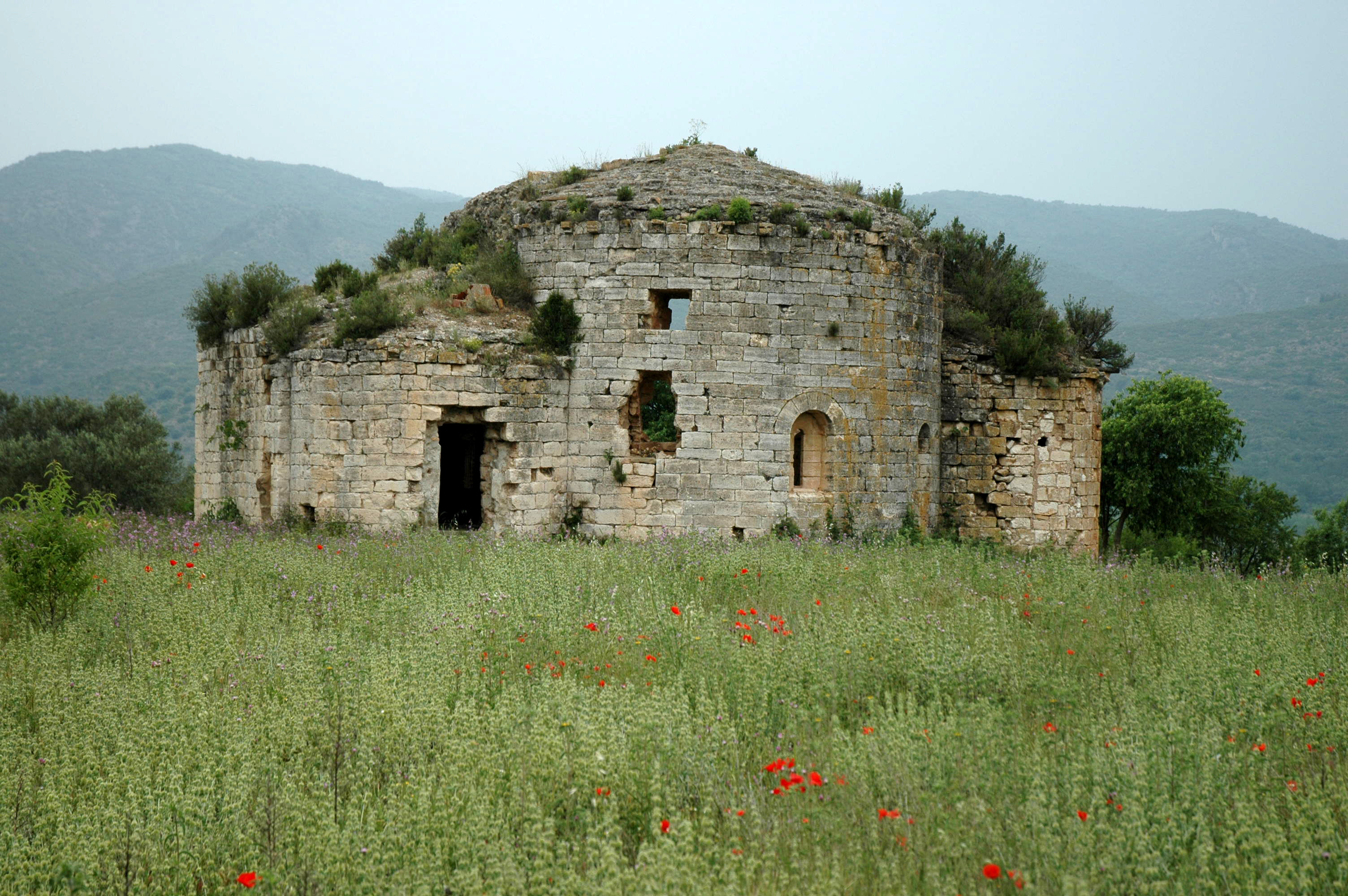
Tragó de Noguera. Monestir de Santa Maria de Vallverd, absis (2007)

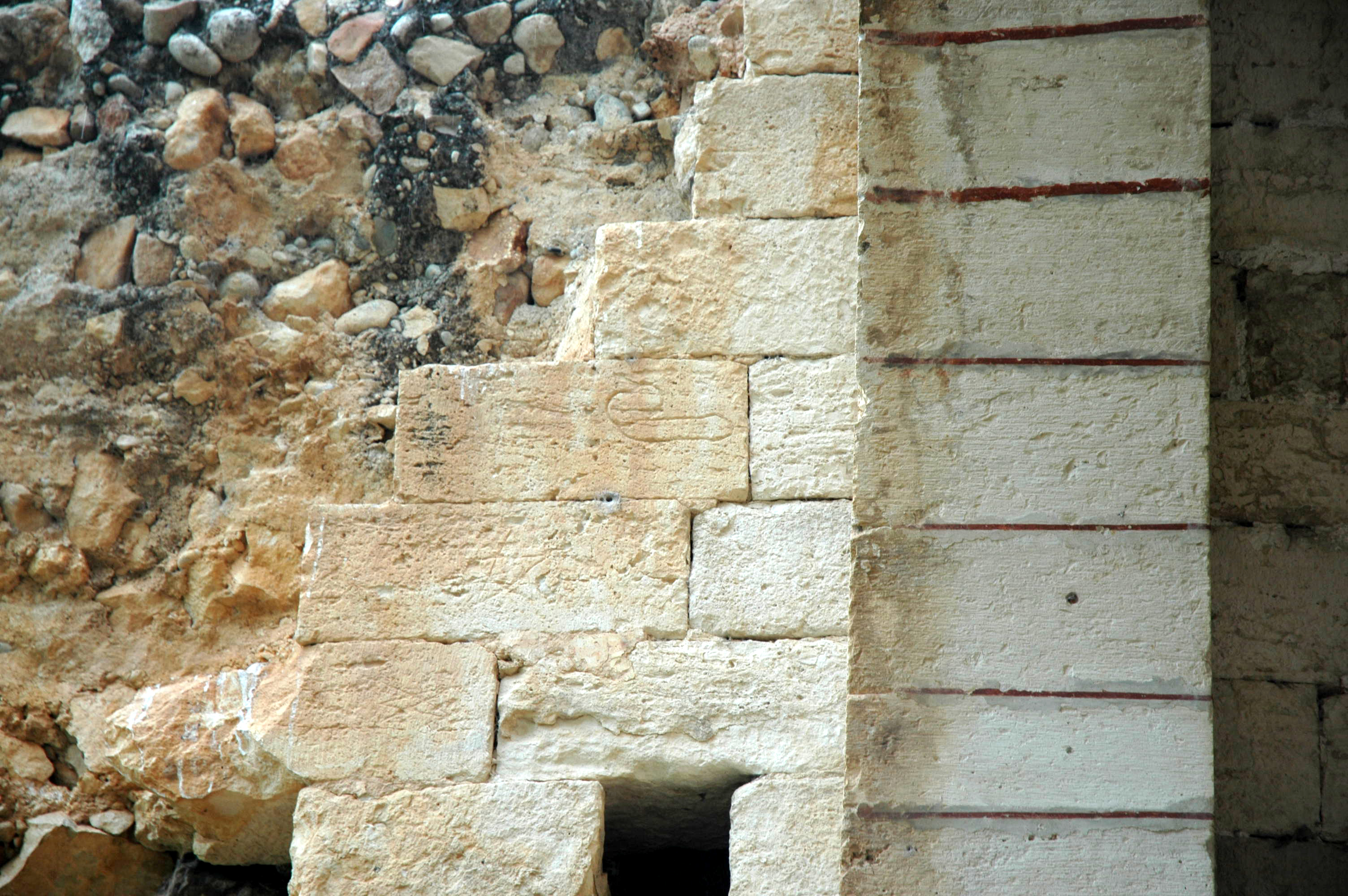
Santa Maria de Vallverd, Tragó de Noguera. Carreuat de l'absis amb una marca de picapedrer eròtica?. (2007)

El monestir de Santa Maria de Vallverd està situat a menys de dos quilòmetres del poble -ara enrunat sota el pantà- de Tragó de Noguera, que era del domini de les monges, a la riba esquerra de la Noguera Ribagorçana. El monestir es coneixia com el "convent de les Bernardes".
Els orígens del cenobi es remunten a un grup de donades que adoptaren la regla del Cister cap a 1172 i construïren un monestir. Aquesta fundació cistercenca correspon als intents de repoblació i colonització dels comtes d'Urgell després de la conquesta de les terres de la Noguera: fou Ermengol VII d'Urgell qui propicià la construcció del nou monestir, en un lloc que per la seva frondositat s'anomenà Vallverd. Manuel Lladonosa creu que aquesta fundació és la més antiga del Principat, però probablement la més antiga és la de Valldemaria, a la Selva.
Algunes monges de Vallverd, impulsades per Àuria de Pallars, anaren a fundar el 1173 el monestir de Santa Maria de Casbas
a Osca. Per subvenir les necessitats de la comunitat, les monges reberen els pobles veïns de Boix, Montsaor, Tragó i "la quadra de Cérvoles". Però més endavant, entrat ja el segle xiv, la comunitat hagué d'alienar algunes de les seves propietats per fer front als problemes econòmics.
Malgrat l'afiliació moral al convent de Vallbona de les Monges, el monestir de Poblet tenia la tutela sobre el monestir de Vallverd, lligam que explica que quan el monestir fou suprimit, els seus béns passessin al monestir masculí de la Conca de Barberà. El 1141 en fou abadessa Elvira de Castellví, que ho havia estat del monestir de Santa Maria del Pedregal; la succeí una tal Elionor, l'administració de la qual sembla que no va ser gaire bona, fins al punt que el 1448 es decidí la unió del monestir de Vallverd amb el no gaire llunyà de les Santa Maria de les Franqueses; la causa era que aquests monestirs per ells sols no tenien prou rendes per viure, i que ambdós tenien el mateix origen i el mateix fundador. La direcció del monestir es posà en mans de l'abadessa de les Franqueses. Després de l'annexió, la comunitat de Vallverd romangué al seu monestir on mantingué el culte fins a la mort de les darreres monges, que reberen sepultura al monestir. L'abadia continuà habitada fins a 1475 o una mica més tard. Aleshores fou quan Poblet arribà a posseir totes les seves propietats; després de la desamortització passaren a mans de particulars.

## Arquitectura

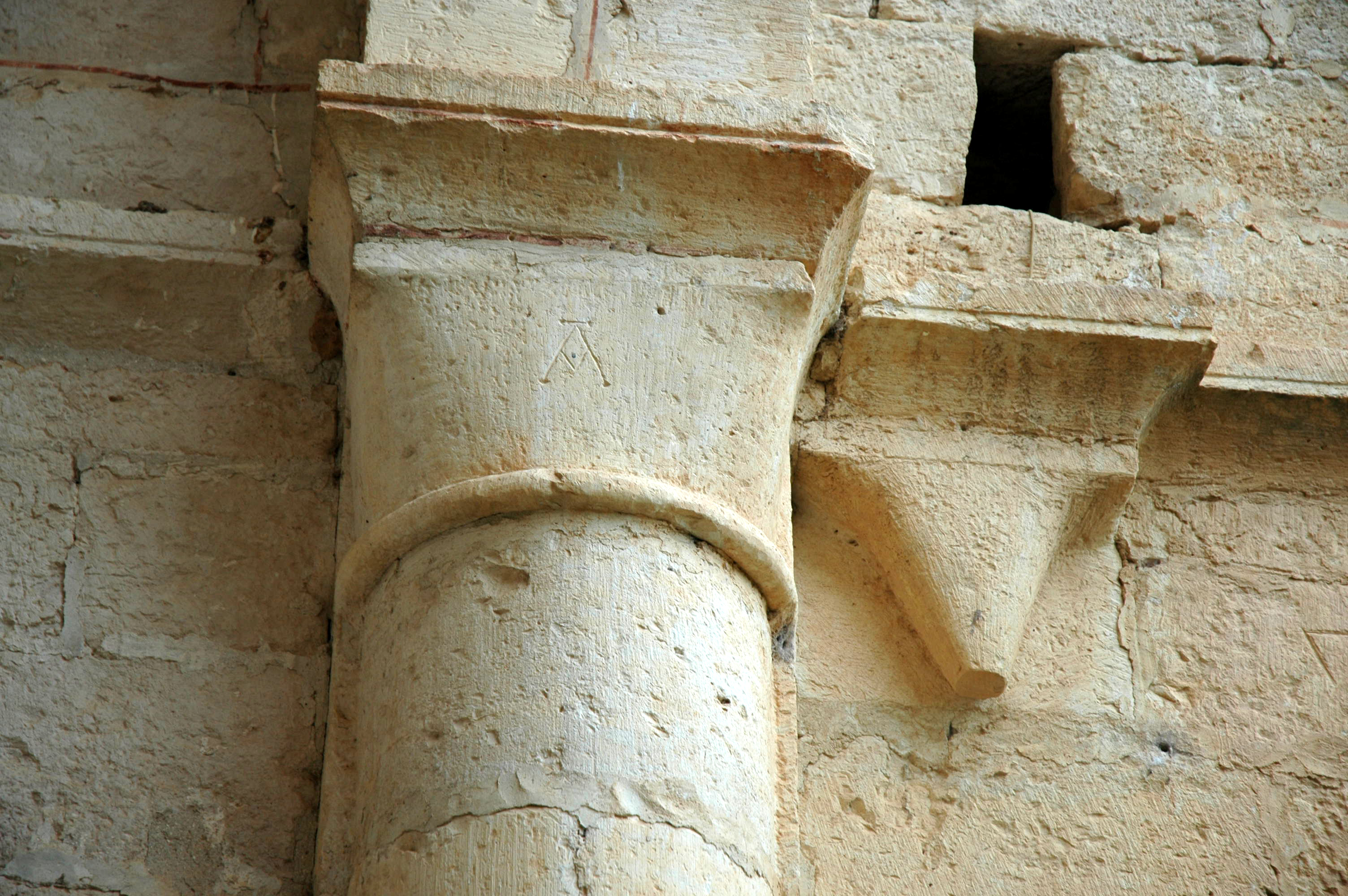
Tragó de Noguera. Monestir de Santa Maria de Vallverd, detall de l'absis (2007)

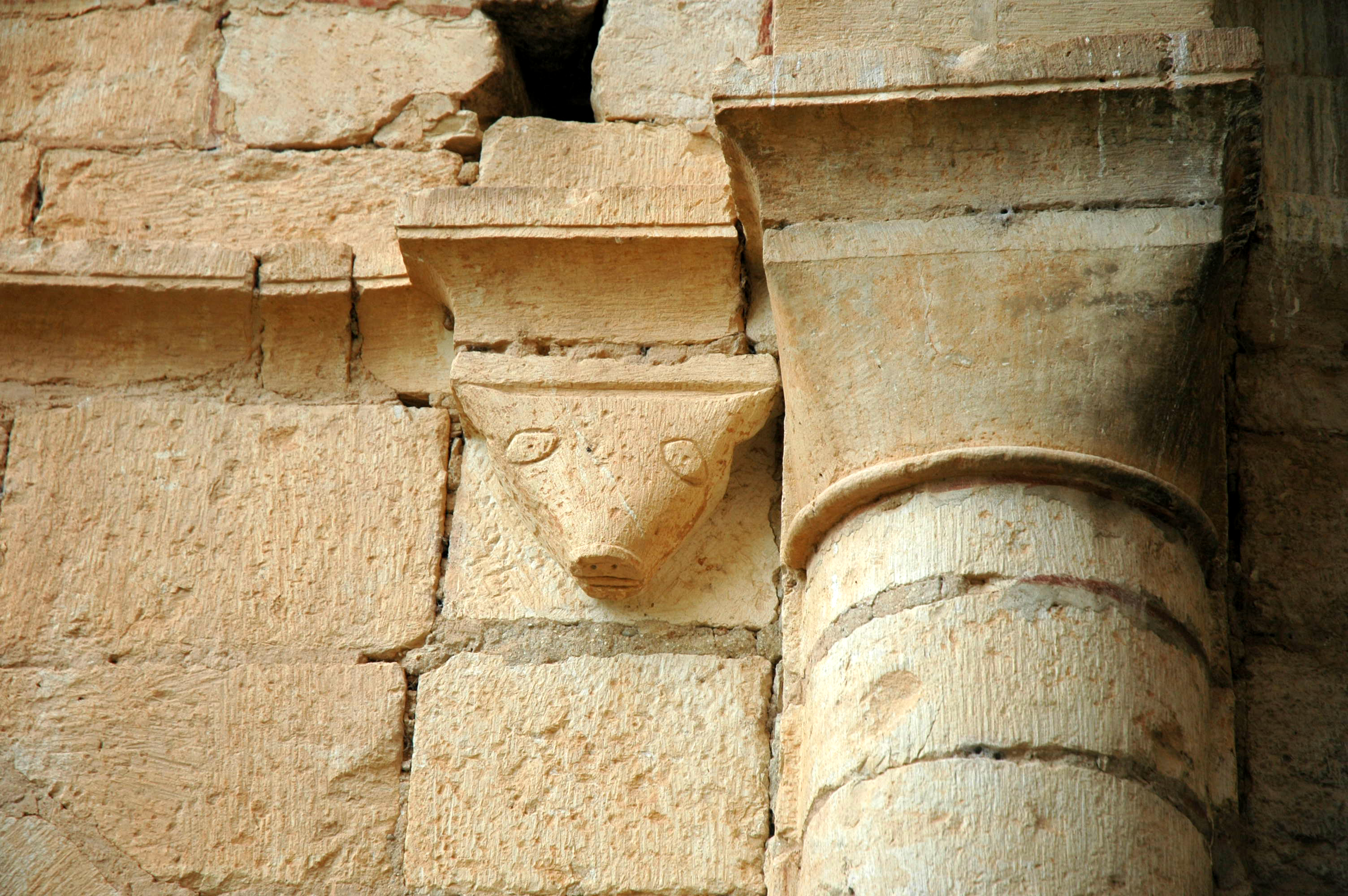
Tragó de Noguera. Monestir de Santa Maria de Vallverd, detall de l'absis (2007)

El monestir era un edifici d'una sola nau coberta amb volta de canó, del qual es conserva només la capçalera, que té tres absis, semicircular el central i ultrapassats els laterals; el central s'obre a la nau i els laterals als braços d'un transsepte. L'absis central té tres finestres. Només es conserva una de les portes del temple, que comunicava l'església amb les dependències conventuals. Els murs són fets de carreus perfectament escairats; l'ornamentació és la que correspon a l'austeritat d'un monestir cistercenc del segle xiii.